# سپهر شیرانی
سپهر شیرانی دانشجوی ۱۸ سالهٔ ساکن زاهدان بود که به‌دلیل فعالیت سیاسی در فضای مجازی، توسط نیروهای اطلاعات سپاه بازداشت شد و سه‌روز بعد جان‌باخت. شیرانی روز سه‌شنبه ۱۰ بهمن به دلیل فعالیت در فضای مجازی از سوی مأموران امنیتی زاهدان بازداشت شده بود. حال‌وش به نقل از منابع خود نوشت نیروهای اطلاعات سپاه روز پنج‌شنبه ۱۲ بهمن در تماسی با خانواده شیرانی اعلام کرده‌اند سپهر جانش را از دست داده است.
اطلاعات رسیده از منابع موثق حال وش
حاکیست، علاوه بر اصابت گلوله به ناحیه سر، وجود آثار شکنجه (شلاق، کبودی روی تمام بدن و شکستگی دست راست) روی بدن «سپهر شیرانی» دانشجوی کشته شده بلوچ مشاهده شده است.
روز جمعه ۱۳ بهمن ماه ۱۴۰۲، پیکر «سپهر شیرانی» دانشجوی کشته شده ۱۹ ساله دانشگاه سیستان و بلوچستان در زادگاهش شهر فنوج با حضور گسترده مردم و بستگانش تشییع و به خاک سپرده شد. به گفته منابع حال وش: «مأموران امنیتی در مراسم تشییع و خاکسپاری سپهر حضور داشته و برخی از جوانان شعارهای اعتراض سرداده اند.

حال‌وش در گزارشی دیگر به نقل از منابع خود نوشت: «سپهر در برخی مواقع به صورت داوطلب با انتظامات مسجد مکی همکاری می‌کرد و روز سه‌شنبه دهم بهمن حوالی ساعت چهار بعدازظهر از منزل خود خارج و تلفنش خاموش شد. سپس با پرس‌وجو و پیگیری، خانواده از بازداشت او توسط اطلاعات سپاه اطمینان حاصل کردند. علت بازداشت او را فعالیت در فضای مجازی اعلام کرده و گفته بودند پس از پاسخ به چند سؤال آزادش می‌کنیم.» پس از جمعه خونین زاهدان در روز هشتم مهر سال گذشته که کشته و زخمی شدن صدها نفر را در پی داشت، فضایی امنیتی بر این شهر حاکم شد. با شکل‌گیری راهپیمایی‌هایی که به جمعه‌های اعتراضی در زاهدان مشهور شد، تلاش حکومت برای سرکوب معترضان و شهروندان بلوچ شدت گرفت و با ادامه این فشارها، شماری از کارکنان و نیروهای انتظامات مسجد مکی، محل اقامه نماز جمعه این شهر بازداشت شدند.

## زندگی
«سپهر شیرانی» ۱۹ ساله دانشجوی ترم اول دانشگاه سیستان و بلوچستان فرزند دکتر علی (دندان پزشک) کوچک‌ترین فرزند خانواده و دارای دو خواهر و برادر دیگر، اهل فنوج و ساکن زاهدان بود.

## واکنش‌ها
- مولوی عبدالحمید امام جمعه اهل سنت زاهدان با اشاره به جان‌باختن سپهر شیرانی، دانشجوی ۱۹ ساله بلوچ گفت: «این جوان به صورت مشکوکی به قتل رسیده و خبر کشته شدنش در داخل و خارج از کشور بازتاب داشته و این موضوع مردم را نگران کرده است.» او با تأکید بر اینکه مسوولان باید موضوع را ریشه‌یابی و واقعیت را گزارش کنند، گفت: «سپهر شیرانی به صورت مشکوکی به قتل رسیده و هر کسی در قتل او دستی داشته باید مجازات شود.»[۶]

## گزارش‌ها
به گزارش حال‌وش روز سه‌شنبه ۱۰ بهمن ۱۴۰۲ یک دانشجوی بلوچ ۱۹ ساله، اهل فنوج و ساکن زاهدان توسط نیروهای سازمان اطلاعات سپاه بازداشت شده بود که جان خود را ازدست داد. این بازداشت به دلیل فعالیت سیاسی در فضای مجازی علیه جمهوری اسلامی بوده و به بازداشتگاه اطلاعات سپاه زاهدان منتقل شده بود.
به گفته منابع حال وش:
«سپهر در برخی مواقع بصورت داوطلب با انتظامات مسجد مکی همکاری می‌کرده و روز سه شنبه دهم بهمن حوالی ساعت ۴ بعدظهر از منزل خود خارج و تلفن وی خاموش شده و سپس با پرس و جو و پیگیری، خانواده وی از بازداشت سپهر توسط اطلاعات سپاه اطمینان حاصل کردند و علت بازداشت وی را به دلیل فعالیت در فضای مجازی اعلام کرده و گفته بودند پس از پرسش سوالاتی او را آزاد می‌کنیم.»
یک منبع آگاه دیگر در این باره به گزارشگر حال وش گفت:
«بامداد امروز حوالی ساعت ۴:۳۰ صبح پیکر بی جان سپهر در حالی که از ناحیه سر هدف گلوله قرار گرفته بوده در پشت بام منزل آپارتمانی شان پیدا شده است در حالی که خانواده وی هیچ اطلاعی نداشتند که وی چطور از بازداشت اطلاعات سپاه بدون اطلاع آزاد شده است و از حضور وی که چطور به پشت بام خانه رفته هم هنوز بی اطلاع هستند و با توجه به سابقه دستگاه‌های امنیتی نحوه مرگ وی سناریوسازی شده است.»
این منبع آگاه افزود:
«پیشتر مأموران امنیتی به سپهر در خصوص فعالیت در فضای مجازی و حضور در انتظامات مسجد مکی و حمایت از اعتراضات جمعه‌های زاهدان تذکر و هشدار داده و به وی گفته بودند که حق نداری دیگر پست در مورد اعتراضات بزاری اما او توجهی به این تذکرات نکرده بود.»
مهدی شمس‌آبادی، دادستان زاهدان ادعای مطرح شده در مورد بازداشت شدن جوان ۱۸ساله بلوچ به نام سپهر شیرانی توسط نیروهای اطلاعات سپاه زاهدان را تکذیب و بیان کرد: این فرد هیچ‌گونه سابقه زندان و بازداشت شدن نداشته است. دادستان عمومی و انقلاب مرکز استان با اشاره به اینکه هیچ ارگان امنیتی این فرد را بازداشت نکرده است، افزود: والدین این جوان روز سه‌شنبه در تماس با ارگان‌های انتظامی خبر از مفقود شدن فرزندشان را دادند. وی گفت: براساس اطلاعات اولیه علت فوت این فرد خودکشی اعلام شده است.